# Báli Péter
Báli Péter (Budapest, 1955. november 10. – Göd, 2022. augusztus 21.) magyar festő, rajz- és biológiatanár, informatikus, könyvtáros.

## Élete
Tanulmányait Budapesten, Egerben és Szegeden végezte. A budapesti Könyves Kálmán Gimnáziumban nagy hatást tett rá rajztanára, Gábor Béla, akinek rajziskolájába is járt. Dobrovits Ferenc és Doór Ferenc magántanítványaként ismerkedett a festészeti technikákkal. 1974–1976 között az újpesti Derkovits Képzőművészeti Körben, a „Derkóban”, Banga Ferenc és Szabados Árpád tanítványa. 1976–1980 között Egerben a Ho Si Minh Tanárképző Főiskola biológia–rajz szakos diákja, ahol Seres János és Blaskó János volt a mestere. 1979-től Gödön élt családjával. 1985–1990 között a budapesti Pedagógus Képzőművészeti Stúdióban (Rajzpedagógusok Stúdiója) Fischer Ernő növendéke. A szegeden Juhász Gyula Tanárképző Főiskolán könyvtárosként végzett. 1997–2001 között Budapesten elvégezte a vizuális és környezetkultúra tanár képzést a Magyar Iparművészeti Egyetemen.

## Munkássága
Festményein és grafikáin a külvilágból vett élmények belső feldolgozása során keletkező elemi tartalmat ábrázolta. Kísérletező kedve új képi és technikai problémák megoldására ösztönözte változatos eszközökkel. Művei gyakran sorozatokat képeznek, amelyekben egy-egy témát vizsgál többféle eszközzel. Festményein témája egyrészt a zenei és a képi világ kapcsolata, másrészt a szociális kérdések. Számos önálló kiállítása volt 1990-től, és részt vett csoportos tárlaton festményeivel és grafikáival. Folyamatosan rajzolt és festett, fejlesztette az általa megalkotott LogIQs GrafIQs programot és ennek egyik változatát, az ElasztIQs Iskolát, amelyek segítségével százával tanultak az általános és középiskolások kreatív módon gondolkodni, problémákat megoldani.
Több helyen oktatott. Publikációiban főleg vizuálpedagógiai kérdésekkel foglalkozott, részt vett az OM-OECD Informatika és az oktatás minősége című kutatásban. Szakértőként dolgozott az UNESCO Információtechnológiai Központ Videostúdiójának Számítógéppel segített tanulás című filmsorozatában. Az EPICT program V1 Képalkotás modul anyagának lektorálását végezte. Részt vett a ROIP program kibővítésében a vizuális rész kidolgozásában. Az O.T.Sz. Rt. Oktatási igazgatójaként a MindLab program helyi magyar viszonyok közötti terjesztésén munkálkodott.

## Kiállításai (válogatás)

### Egyéni
- 1990: Katona Lajos Városi Könyvtár Kiállítóterme, Vác
- 1991: József Attila Művelődési Ház, Göd
- 1991: Radnóti Miklós Gimnázium, Dunakeszi
- 1992: Kertész Utcai Művészeti Iskola Iskolagalériája, Budapest
- 1993: Madách Imre Művelődési Központ Emeleti Galériája, Vác[5]
- 1993: József Attila Művelődési Ház, Göd
- 1993: A Bólyai János Gimnázium Derkovits Galériája, Salgótarján
- 1993: József Attila Általános Iskola Klubkönyvtára, Esztergom
- 1993: Városi Könyvtár, Győr
- 1994: MTESZ Folyosógaléria, Vác[6]
- 1995: MTESZ Nagyterem, Vác
- 1996: Angelika Kávéház, Budapest
- 1996: József Attila Művelődési Ház, Göd
- 1996: Homoktövis Galéria, Budapest
- 1997: Általános Iskola, Sződliget
- 1997: Művelődési Központ, Karcag
- 1998: MTESZ, Vác[7]
- 1998: Angelika Kávéház Galériája, Budapest
- 2000: Aulart Iskola-galéria, Budapest
- 2001: Budapest Artotéka, Fővárosi Szabó Ervin Könyvtár, Budapest
- 2001: Fővárosi Szabó Ervin XIII/8. Könyvtár Kiállítóterme, Budapest
- 2001: Magyar Nemzeti Tankönyvkiadó, Budapest
- 2001: Katona Lajos Városi Könyvtár Kiállítóterme, Vác
- 2003: Józsefvárosi Galéria, Budapest
- 2005: Aulart Galéria, Budapest
- 2006: Olajfa Galéria, Göd
- 2006: Fővárosi Szabó Ervin Könyvtár Angyalföldi Könyvtára (Dagály), Budapest
- 2006: Városház Galéria, XIII. ker. Budapest
- 2006: Magyar Nemzeti Tankönyvkiadó, Budapest
- 2007: Katona Lajos Városi Könyvtár Kiállítóterme, Vác
- 2008: Madách Imre Művelődési Központ, Vác[8]
- 2008: Aulart galéria, Budapest
- 2008: Inverzium Teaház, Budapest
- 2009: Budapest, Független Pedagógiai Intézet
- 2015: Budapest, Aulart Galéria
- 2016: LoglQs, Vác, Könyvtár Galéria[9]
- 2018: Göd, József Attila Művelődési Ház
- 2023: Báli Péter emlékkiállítás, Göd, József Attila Művelődési Ház[10]

### Csoportos
- 1994: Hont Galéria, Szlovákia
- 1998: Rencontre de l’Art Hongrois, Franciaország

## Díjai, elismerései
- 2022: Göd Város Alkotó- és Előadóművész Díj